# Richmond, Missouri
Richmond är administrativ huvudort i Ray County i Missouri. Orten grundades år 1827 och bosättaren Polly Crowley valde namnet efter Richmond i Virginia.